# نچ (داکوتای شمالی)
نچ(به انگلیسی: Neche) شهری در ایالت داکوتای شمالی کشور ایالات متحده آمریکا است که جمعیت آن در سرشماری سال ۲۰۱۰ میلادی، ۳۷۱ نفر بوده‌است.